# Àloe africà

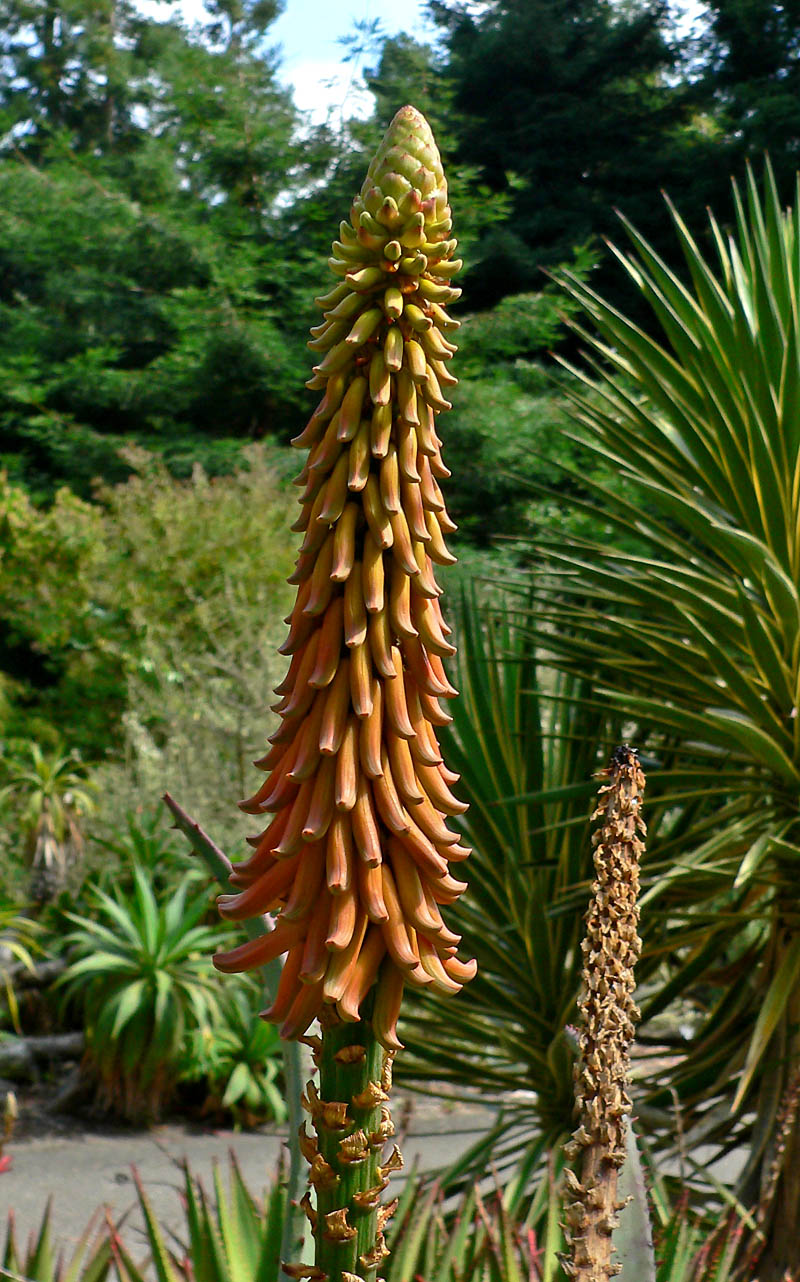
Inflorescència

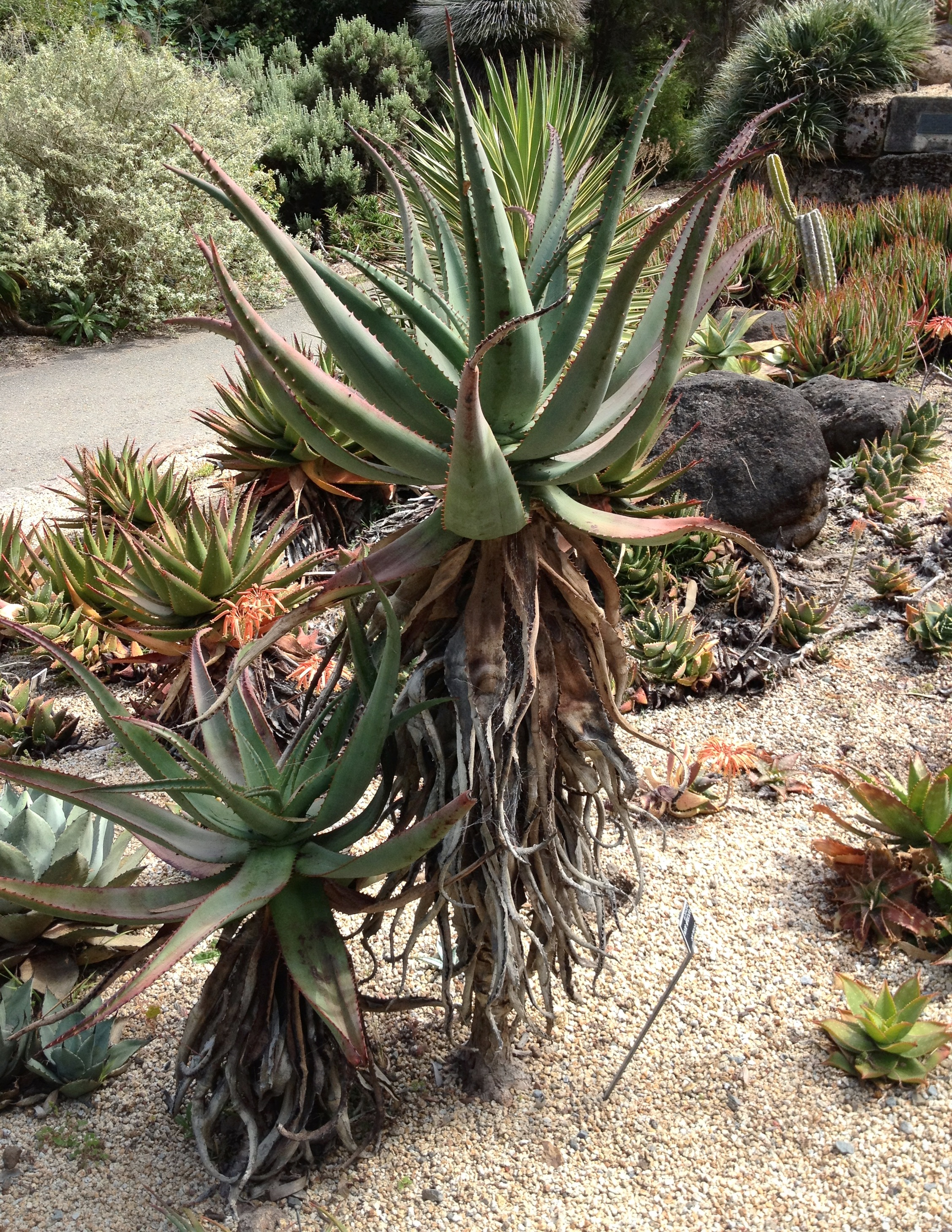
Vista de la planta

L'àloe africà és una espècie del gènere Aloe.

## Característiques
Té forma arbustiva, arriba als 2 metres d'alçada (excepcionalment els 4 m). Les fulles, com tots els àloes, es disposen en rosetes: són de color gris-verdós, lanceolades, carnoses i amb els marges armats amb dents rogenques; fan 65 cm de longitud.
La tija floral sorgeix en una inflorescència simple, que conté un ram, en què es reuneixen les flors de color taronja; aquestes fan 55 mm de longitud i són llargues i corbades. El fruit es presenta en una càpsula dehiscent que tanca moltes llavors que es dispersen amb el vent.
El principal període de floració n'és de juliol a setembre, però s'han vist florir en altres moments de l'any també.

## Distribució i hàbitat
Habita zones de Sud-àfrica i les Illes Canàries.
Aloe africana habita en l'espessa vegetació del riu Bushveld Gamtoos cap a l'est, fins a Port Alfred, és comuna en els districtes de Uitenhage i Port Elizabeth.

## Taxonomia
El gènere fou descrit per Philip Miller en Gard. Dict., ed. 8. n. 4. 1768.
Etimologia

Vegeu: Àloe.
africana: epítet geogràfic que al·ludeix a la seua localització al continent africà.
Sinonímia

- Aloe perfoliata var. africana (Mill.) Aiton, Hort. Kew. 1: 466 (1789).
- Pachidendron africanum (Mill.) Haw., Saxifrag. Enum. 2: 36 (1821).
- Aloe pseudoafricana Salm-Dyck, Verz. Art. Aloe: 31 (1817).
- Aloe angustifolia Haw., Suppl. Pl. Succ.: 47 (1819).
- Pachidendron angustifolium (Haw.) Haw., Saxifrag. Enum. 2: 38 (1821).
- Aloe bolusii Baker, J. Linn. Soc., Bot. 18: 179 (1881).[3]